# Aéroport international Léopold-Sédar-Senghor
Pour les articles homonymes, voir Aéroport international de Dakar et DKR.
L'ancien aéroport international Léopold-Sédar-Senghor (AILSS) de Dakar est situé à proximité du village de Yoff, commune localisée au nord-ouest de Dakar (code IATA : DKR • code OACI : GOOY). Pendant 70 ans, de 1947 à 2017, il a été le principal aéroport civil du Sénégal. À la suite de l’ouverture le 7 décembre 2017 de l’aéroport international Blaise Diagne (AIBD), il a été transformé en aéroport militaire et la gestion a été confiée à l'armée nationale depuis le 8 décembre 2017.
En 2025, il est à nouveau opérationnel afin de servir de base à Air Sénégal pour ses vols domestiques. Les destinations desservies dans un premier temps sont Saint-Louis et Kédougou.

## Histoire

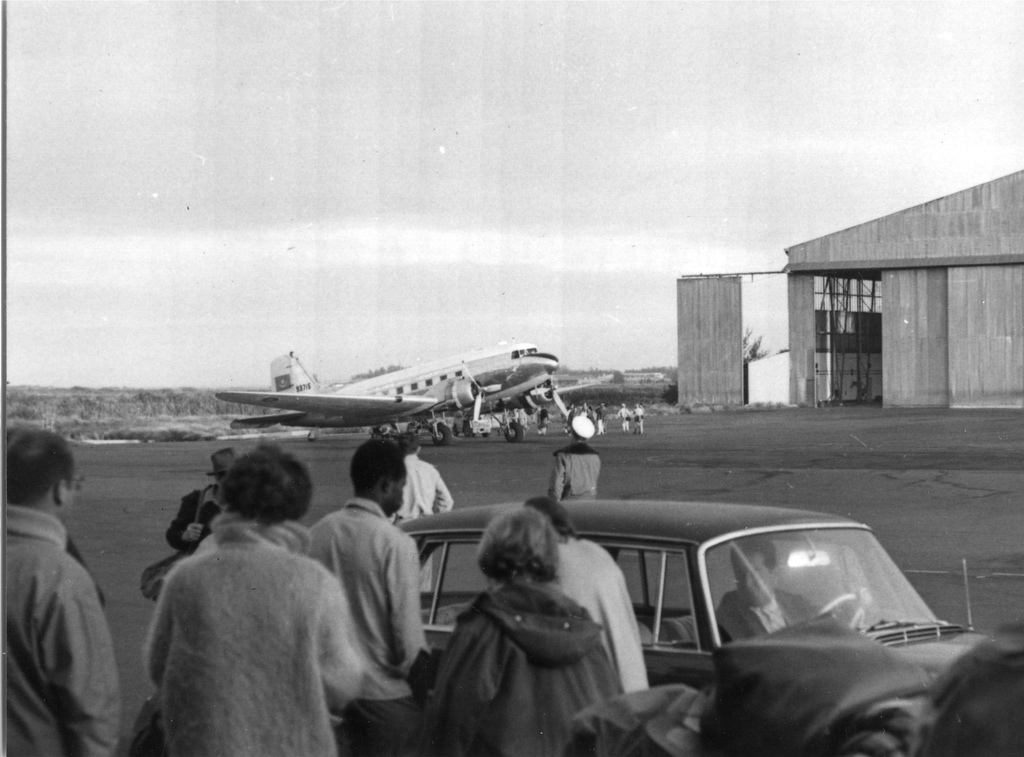
Un Douglas C-47 Dakota de l'aviation mauritanienne sur la base militaire en 1967.

Sa partie sud abritait la base aérienne 160 Dakar-Ouakam de l'armée de l'air française, qui a fermé en 2011. 
Pour remplacer Léopold-Sédar-Senghor, un nouvel aéroport est construit à une quarantaine de kilomètres de la capitale, l'aéroport international Blaise-Diagne, dont la mise en service commerciale est effectuée le 8 décembre 2017.

## Situation
Construit à proximité du village de Yoff, il a longtemps porté le nom de Dakar-Yoff, aujourd'hui remplacé par celui de l'ancien président du Sénégal, Léopold Sédar Senghor.
| \| 50 km1:10 137 000 \| Saint-Louis · XLS Ziguinchor Dakar · DKR Dakar · DSS Kolda Cap Skirring Kédougou Tambacounda Linguère Kaolack |
| 50 km1:10 137 000 |

## Trafic
Sur la dernière dizaine d'années avant l'ouverture de l'aéroport Blaise-Diagne, on a observé une croissance moyenne régulière de 7 % par an. 35 000 mouvements d’avions sont enregistrés au cours de l’année 2005, avec un trafic passagers de 1,7 million de personnes (en 2012).
C'était le premier aéroport de l’UEMOA pour le trafic passagers. Il se plaçait au huitième rang en Afrique, devancé par Johannesburg et les aéroports du Maghreb.

## Activités depuis le statut militaire
Il subsiste une base de l'Armée de l'air sénégalaise. 
Un Falcon 50M de la flottille 24F de la Marine nationale française y est détaché en permanence depuis 2013 pour assurer les missions SAR en Afrique de l'Ouest.
L'aéroport accueille une partie du trafic d'aviation d'affaires de Dakar, et la compagnie Arc en Ciel Airlines y reste basée.
Le 15 janvier 2024, Air Sénégal lance sa nouvelle ligne Dakar-Saint-Louis à partir de l’aéroport LSS qui servira dès lors de base pour vols domestiques. Cette démarche s’inscrit dans le PRAS (Programme de Réhabilitation des Aéroports du Sénégal). D’autres destinations locales devraient voir le jour en plus de Ziguinchor et Cap Skirring qui sont déjà desservies à partir de l’Aéroport international Blaise Diagne.

## Statistiques
Pour des raisons techniques, il est temporairement impossible d'afficher le graphique qui aurait dû être présenté ici.

Voir la requête brute et les sources sur Wikidata.
| Année | Total passagers | Différence | Cargo (en tonnes) | Différence |
| ----- | --------------- | ---------- | ----------------- | ---------- |
| 2001  | 1 279 028       |            | 23 387            |            |
| 2002  | 1 358 538       | +6,2 %     | 16 953            | -38,0 %    |
| 2003  | 1 482 726       | +9,1 %     | 17 051            | +0,6 %     |
| 2004  | 1 566 573       | +5,7       | 21 159            | +24,1 %    |
| 2005  | 1 605 010       | +2,5 %     | 24 795            | +17,2 %    |
| 2006  | 1 676 881       | +4,5 %     | 22 032            | -12,5 %    |
| 2007  | 1 821 956       | +8,7 %     | 24 771            | +12,4 %    |
| 2008  | 1 802 559       | -1,1 %     | 21 789            | -13,7 %    |
| 2009  | 1 554 546       | -13,8 %    | 21 572            | -1,0 %     |
| 2010  | 1 687 006       | +8,5 %     | 24 112            | +11,8 %    |